# Chambre de commerce et d'industrie du Qatar
 (novembre 2023).
La chambre de commerce et d'industrie du Qatar (CCI du Qatar) (Qatar Chamber of Commerce and Industry) est l’une des plus anciennes chambres de commerce de la péninsule arabique. Sa mission est de promouvoir l’investissement étranger au Qatar.

## Mission
La mission de la CCI du Qatar, telle que décrite sur son site internet, est de « représenter et soutenir la communauté des affaires du Qatar et contribuer à atteindre les objectifs fixés dans la Vision 2030 du Qatar, en mettant en avant le potentiel commercial du pays dans tous les secteurs économiques."
Dans le cadre de l’exécution de sa mission, la CCI du Qatar souhaite : 
- Devenir un modèle de qualité pour les chambres de commerce à travers le monde, comme le prévoit la Vision 2030 du Qatar.
- Faciliter l’investissement des entreprises étrangères au Qatar et l’investissement des entreprises qatariennes à l’étranger.
- Agir au niveau local tout en ayant une réflexion au niveau mondial.
- De constituer la source privilégiée de contacts et d’informations pour les questions relatives au commerce local et international.

En pratique, l’organisation propose un éventail de services à la communauté d’affaires dans le pays pour favoriser l’investissement. Elle propose notamment des services de consultation, délivre un label qualité, assiste dans les procédures de Due Diligence, finance des études de marché et organise des salons et des foires.

## Secteurs économiques de prédilection
La CCI du Qatar se focalise naturellement en priorité sur le secteur de l’énergie, et notamment les industries du pétrole brut et du gaz naturel. Cependant, ses activités se tournent aussi vers d'autres secteurs, comme les engrais, la pétrochimie, l’acier et le ciment. La CCI du Qatar cherche également à mettre en avant la production agricole du Qatar.
La CCI du Qatar publie aussi un classement qui énumère les grandes entreprises qatariennes en fonction de leur valorisation boursière (en USD):
| Enterprise                        | Valorisation boursière (en milliards d’USD) |
| --------------------------------- | ------------------------------------------- |
| Qatar National Bank               | 26                                          |
| Industries Qatar                  | 20                                          |
| Ezdan Real Estate Company         | 16                                          |
| Qatar Telecom                     | 7,4                                         |
| Commercial Bank of Qatar          | 5,6                                         |
| Masraf al-Rayan                   | 5,5                                         |
| Qatar Islamic Bank                | 5,5                                         |
| Qatar Electricity & Water Company | 3,8                                         |
| Doha Bank                         | 3,6                                         |
| Barwa Real Estate Company         | 3,1                                         |

## Responsabilité Sociale
La CCI du Qatar a créé de nombreuses initiatives de responsabilité sociale de l’entreprise. Ses actions se concentrent sur les questions d’environnement et de développement durable, ainsi que sur les projets d’investissement à long terme.
La CCI a également lancé une initiative visant à assister les pays sous-développés dans le développement de leurs pratiques commerciales. Ce programme a financé le voyage et la participation de 50 délégués en provenance de ces pays au Huitième Congrès Mondial des Chambres de Commerce qui s’est déroulé à Doha du 22 au 25 avril 2013.
En dépit des efforts de la CCI du Qatar pour mettre en valeur le dynamisme économique du Qatar, l’organisation fait aussi l’objet de vives critiques de la part des ONG internationales pour son rôle dans l’organisation de la Coupe du Monde de Football qui se tiendra au Qatar en 2022. Ces reproches portent surtout sur les conditions de vie et de travail de la main d’œuvre étrangère à laquelle le Qatar a fait appel pour les grands travaux entrepris en vue de l’évènement sportif.

## Programmes de soutien aux technologies vertes
La CCI du Qatar sponsorise de nombreuses initiatives de soutien pour la recherche et la diffusion des technologies vertes la technologie verte et d'autres industries durables, coordination avec la Chambre du Commerce Internationale du Qatar.